# منهارتیتسه
منهارتیتسه (به چکی: Menhartice) یک منطقهٔ مسکونی در جمهوری چک است که در منطقه تربیچ واقع شده‌است.
 منهارتیتسه ۴٫۷۴ کیلومتر مربع مساحت و ۱۵۸ نفر جمعیت دارد و ۴۸۵ متر بالاتر از سطح دریا واقع شده‌است.